# Effet Blackett
Pour les articles homonymes, voir Blackett.
L'effet Blackett, aussi appelé magnétisme gravitationnel, désigne l'hypothétique création d'un champ magnétique par un corps électriquement neutre en rotation. Il n'a jamais été observé.

## Histoire
Le magnétisme gravitationnel a été proposé par le physicien britannico-allemand Arthur Schuster comme explication du champ magnétique de la Terre, mais son hypothèse a été réfutée en 1923 par H. A. Wilson. 
Cette hypothèse a été reprise par le physicien britannique P. M. S. Blackett en 1947 lorsqu'il a affirmé qu'un corps en rotation devrait créer une champ magnétique proportionnel à son moment angulaire. Ses explications n'ont jamais été acceptées. 
Dans les années 1950, Blackett a considéré qu'elle était réfutée.